# 市川中車

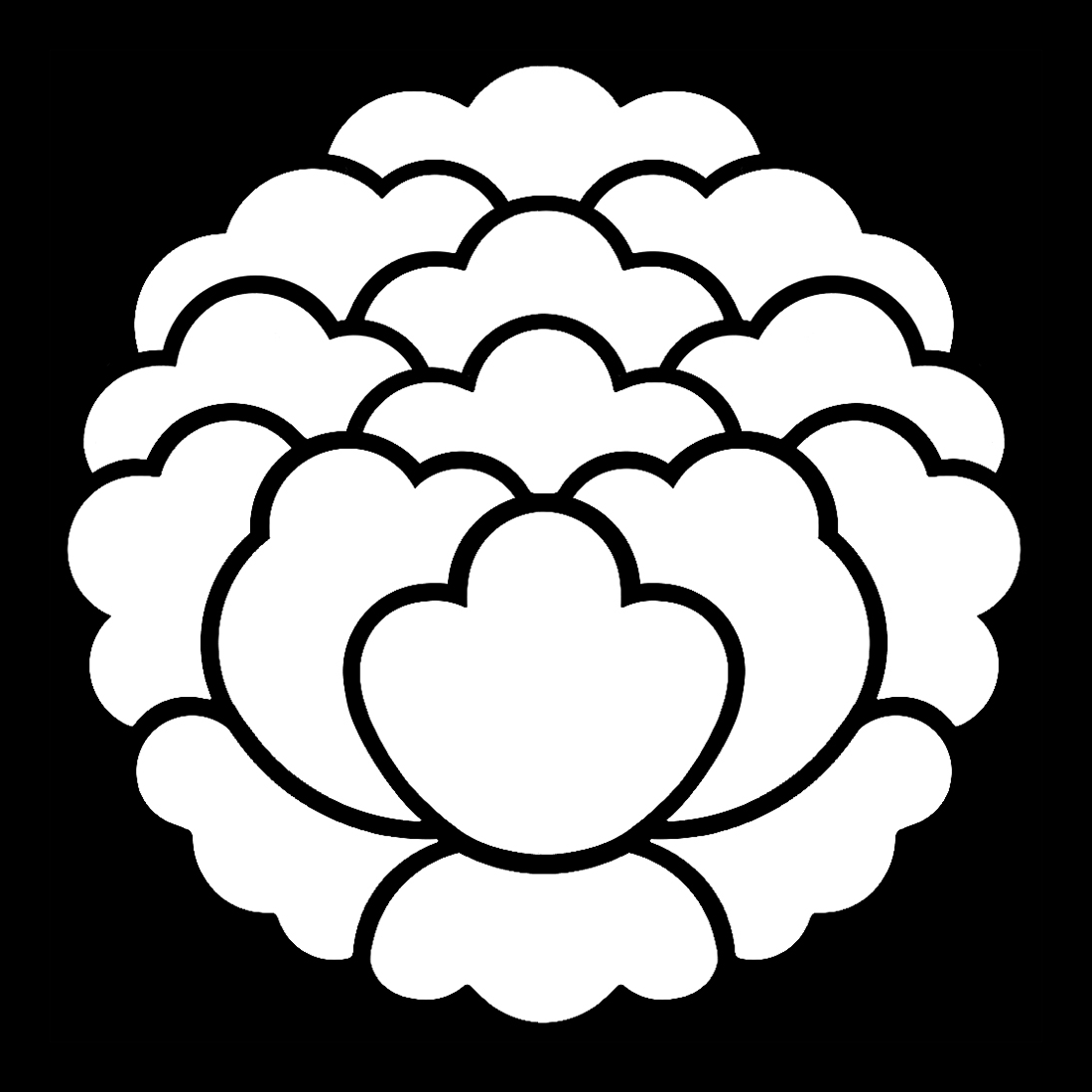
大割牡丹

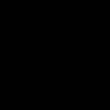
片羽車

市川 中車（いちかわ ちゅうしゃ）は歌舞伎役者の名跡。屋号は初代が蓬莱屋、二代目が吉村屋、三代目が橘屋、四代目から八代目までが立花屋、九代目からは澤瀉屋。定紋は大割牡丹、替紋は片羽車。

## 代々の概要
「中車」は初代市川八百蔵の俳名に由来する。この初代と、続く二・三・四・五・六代目は、それぞれ「中車」を俳名としては使ったが、実際にこれを名跡として襲名することはなかった。実際に「市川中車」を襲名したのは七代目が最初である。

### 四代目まで
八百蔵の名跡は血の繋がらない者で代々襲ってきたものであり、それ故に各代が好きな屋号を使ってきた経緯がある。
三代目は江戸市村座で立役として成功を収めた経緯や、その座元・市村羽左衛門一門との交流の深さから、特に通常は羽左衛門の一族のみに許される「橘屋」の屋号の使用の許しを得ている。
だが、市川團十郎を頂点とした市川一門の名跡である八百蔵の屋号が、市村一門の橘屋ではいかにも見た目が悪かった。

### 「立花屋」以降
そこで跡を継いだ四代目は覚えやすい「たちばなや」の音はそのまま残し、表記を羽左衛門一門に遠慮して「橘」から「立花」と改め、「立花屋」を屋号とした。以降八代目に至るまでこの立花屋の屋号で通している。
八代目は澤瀉屋・市川段四郎家の次男（三男とも）であり、七代目の養子となった。七代目は生前に八百蔵の名跡をこの養子に譲ることとし、ここに初めて「市川中車」を名乗る役者が誕生した。八代目もまた、七代目没後に中車を襲名している。
八代目はその後東宝に入社するなど高麗屋八代目松本幸四郎一門と行動を共にした。この縁が元で、八代目の弟子たちはその没後皆高麗屋預かりの弟子となっている。
こののち八百蔵の名は七代目幸四郎以来の高麗屋の高弟・初代松本高麗五郎が襲名したが、中車の名は実名としても俳号としても引き継ぐことは無いまま死去した。また、八代目は実の大甥にあたる神辺晃を永らく本名のまま内弟子としていたものの、神辺もまた高麗屋一門に引き取られ、後にかつては幸四郎の前名としても使われた市川高麗蔵を11代目として襲名しており、中車の名を継いでいない。
高麗蔵は現在も活躍しているものの、八代目最後の直弟子であった初代松本幸右衛門が2011年に、また九代目八百蔵最後の弟子であった市川八百稔が2014年に死去し、立花屋市川中車の系譜はここで一旦途切れている。

### 澤瀉屋へ
八代目の没後41年を経て、2012年に九代目が襲名された。
九代目の実父は二代目市川猿翁（三代目市川猿之助）ではあるが、幼少期に父と離縁したことで歌舞伎の活動をしていなかったため、この襲名が同時に初舞台となった異例の襲名であった。元来八百蔵の俳名として派生的な名跡であったこと、上述の通り八百蔵や中車の候補たる者がこの時点で最早いなくなっていたことからこの名が選ばれた。なお同時に初舞台を踏んだ九代目の長男は元来の澤瀉屋の宗家を継ぐ立場と見做され、市川段四郎・猿之助系の幼名たる市川團子を継承している。
なお、九代目は八代目から見て実の曽甥孫（兄の曾孫）に当たるが、八代目と養子関係には無いため、元来の立花屋の系統を継いでいる訳ではない。実父の系譜から澤瀉屋を名乗っているため、現在は澤瀉屋の同門格の名跡となっている。上記したように、「立花屋」は必ずしも八百蔵・中車固有かつ絶対の屋号では無い。

## 市川中車代々
初代 市川中車
道外方の松島茂平の子、1730–59。二代目市川團十郎の門人。屋号は蓬莱屋。
松島吉三郎 → 松島八百蔵 → 初代市川八百蔵（俳名：初代中車）
二代目 市川中車
初代の妹婿、1735–77。屋号は吉村屋。
中村傳蔵 → 二代目市川八百蔵（俳名：二代目中車）
三代目 市川中車
二代目澤村宗十郎の長男、1747–1819。屋号は橘屋。
澤村金平 → 初代澤村四郎五郎 → 瀬川雄次郎 → 初代澤村四郎五郎 → 三代目市川八百蔵（俳名：三代目中車） → 二代目助高屋高助 → 助高屋四郎五郎 → 二代目助高屋高助
四代目 市川中車
舞踊藤間流の初代藤間勘十郎の弟、1772–1844。屋号は橘屋、後に立花屋で、以降八代目まで共通。
岩井かるも → 岩井喜世太郎 → 四代目市川八百蔵 → 初代市川伊達十郎 → 四代目市川八百蔵（俳名：四代目中車）
五代目 市川中車
舞踊藤間流の三代目藤間勘兵衛の子、1805–70。
市川團吉 → 二代目市川伊達十郎 → 五代目市川八百蔵（俳名：五代目中車） → 三代目關三十郎
六代目 市川中車
五代目の養子、1838–89。
關花助 → 六代目市川八百蔵（俳名：六代目中車） → 四代目關三十郎
七代目 市川中車
京の両替商の子、1860–1936。1918年襲名。二代目尾上多見蔵の門人。
尾上常次郎 → 中山鶴五郎 → 七代目市川八百蔵 → 七代目市川中車
八代目 市川中車
七代目の養子、1896–1971。1953年襲名。実父は初代市川猿之助。
初代市川松尾 → 八代目市川八百蔵 → 八代目市川中車
九代目 市川中車
八代目の実兄（二代目市川猿之助）の曾孫、1965– 。屋号は澤瀉屋。2012年襲名。実父は二代目市川猿翁。
「中車」襲名以前より本名の「香川照之」名義でテレビ・映画等に多数出演しており、現在に至るまで歌舞伎舞台では「市川中車」、テレビ・映画等で俳優・タレントとして出演する際は本名名義を用いている。